# Sangala peruviana
Sangala peruviana là một loài bướm đêm trong họ Geometridae.